# Progreso (Yucatán)
Progreso  is een havenstad in de Mexicaanse deelstaat Yucatán. Progreso is de hoofdplaats van de gemeente Progreso en heeft ongeveer 35.519 inwoners (census 2005). De gemeente omvat verder de plaatsen Campestre Flamboyanes, Puerto Chicxulub, Chuburná Puerto en Chelem.
Progreso is op de hoofdstad Mérida na de grootste stad van Yucatán. Progreso dient als haven voor Mérida, de twee steden zijn door een snelweg met elkaar verbonden. De stad werd pas gesticht in 1856 in opdracht van president Ignacio Comonfort. In de negentiende eeuw was Progreso een van de belangrijkste havens van Mexico, toen het gebruikt werd voor de uitvoer van sisal. Tegenwoordig wordt de haven van Progreso vooral aangedaan door cruiseschepen. Dankzij een in 1989 gebouwde pier van 6,5 kilometer lang kunnen schepen met grotere diepgang ver uit de kust aanleggen. Voor de kleinere vrachtschepen, vissersschepen en jachten is er een ruime binnenhaven aan de westzijde van de stad genaamd Puerto Yucalpeten.
Vanwege de ligging direct aan de kust valt er in de zomermaanden relatief weinig regen. De stranden van Progreso zijn daarom een populaire bestemming voor welgestelden uit Mérida en buitenlandse toeristen.

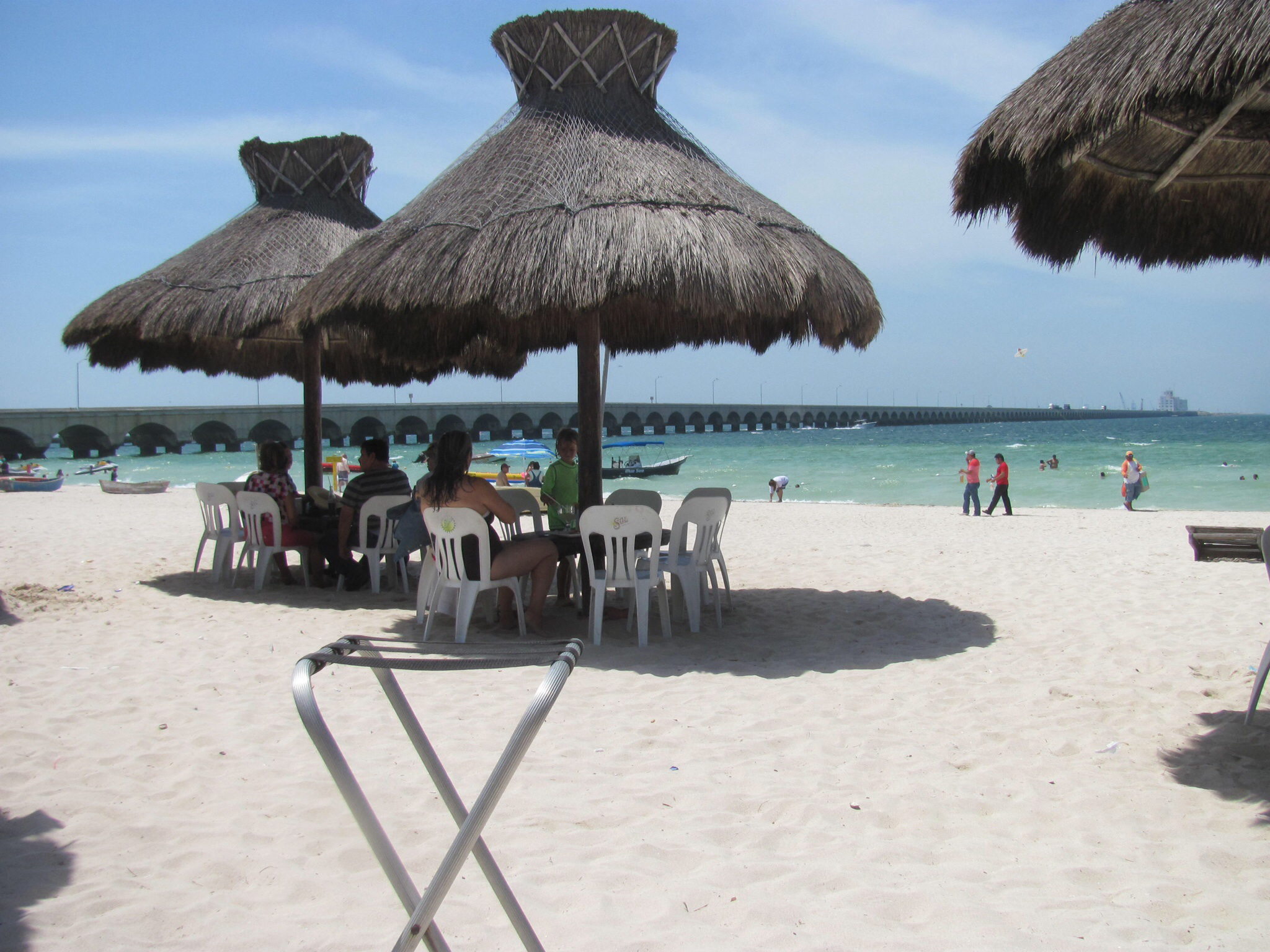
Pier en strand van Progreso

Op enkele kilometers voor de kust van Progreso ter hoogte van het dorp Puerto Chicxulub is de vermeende inslagplaats van de komeet die 65 miljoen jaren geleden de dinosauriërs deed uitsterven. Van de Chicxulubkrater met een doorsnede van 180 kilometer zijn behalve de cenotes vrijwel geen zichtbare resten terug te vinden.